# Richard Wesley
Richard Colley Wesley, 1er baron Mornington (c. 1690 - 31 janvier 1758) est un pair irlandais, mieux connu comme le grand-père d'Arthur Wellesley, 1er duc de Wellington.

## Biographie
Richard Colley (comme il a été baptisé), est né vers 1690, fils de Henry Colley (décédé en 1700) et de Mary, fille de William Ussher. Il est diplômé du Trinity College de Dublin avec un BA en 1711 et une MA en 1714 et un NFP le 6 juillet 1740 sous le nom de Richard Colley. Cette année-là, il occupe le poste de chambellan à la Cour de l'Échiquier (Irlande).
Le 23 septembre 1728, Colley hérite des domaines de Dangan et Mornington, dans le comté de Meath, à la mort de son cousin, Garret Wesley. Moins de deux mois plus tard, le 15 novembre 1728, il change légalement son nom de famille en Wesley.
Entre 1729 et 1746, Wesley représente Trim à la Chambre des communes irlandaise. Il est haut shérif de Meath en 1734 et il est créé baron Mornington dans la pairie d'Irlande le 9 juillet 1746.

## Famille
La famille Colley ou Cowley est arrivée en Irlande de Glaston, dans le Rutland vers 1500; Henry Colley est élevé à la pairie en tant que Lord Glaston par Henri VIII. Il épouse la fille de Thomas Cusack, Lord Chancelier d'Irlande, Catherine Wellesley Cusack (décédée en 1598) dont la grand-mère est une Wellesley. À la mort de son cousin Garret Wesley et de son héritage des domaines de Dangan et Mornington, Richard Colley (mort en 1758) et son épouse Elizabeth Sale (née le 17 juin 1738), fille de John Sale, registraire du diocèse de Dublin, le 23 décembre 1719. adoptent le nom Wellesley (à la fois du côté de la famille maternelle d'Elizabeth de Catherine Wellesley Cusack sa grand-mère) et par le biais de la famille de son mari, son cousin, Garret Wesley (Wellesley).
Ils ont eu un fils et deux filles: 
- Garret Wesley (1er comte de Mornington)[1],[4]. Il a plusieurs enfants, dont Richard Wellesley, 1er marquis Wellesley, William Wellesley-Pole (3e comte de Mornington), Arthur Wellesley, 1er duc de Wellington et Henry Wellesley (1er baron Cowley)
- Frances[5], qui épouse William Francis Crosbie
- Elizabeth, qui épouse Chichester Fortescue